# Basilica di Nostra Signora del Pilar (Buenos Aires)
La basilica di Nostra Signora del Pilar (Basílica de Nuestra Señora del Pilar en Recoleta in spagnolo) è un edificio di culto cattolico situato in calle Junín a Buenos Aires. È situata nello storico barrio di Recoleta, il cui toponimo trae origine proprio da questo complesso religioso. Fu dichiarata monumento nazionale il 21 maggio 1942.

## Storia
Nel 1705 il governatore di Buenos Aires chiese al re Filippo V il permesso per la costruzione in città di un convento dei frati minori recolletti. Nel 1716 il mercante Juan de Narbona costruì sui suoi terreni una cappella e quattro celle per i monaci. Come unica condizione il donatore pose che il tempio sarebbe stato dedicato alla Madonna del Pilar, patrona della sua città natale: Saragozza.
Nel 1718 fu completato il primo chiostro, mentre tre anni dopo fu la volta del il secondo. Nel 1725 fu ultimata la chiesa, opera degli architetti gesuiti Andrea Bianchi e Giovanni Battista Primoli. Il tempio fu consacrato il 12 ottobre 1732. 
Nel 1779 fu aggiunto l'atrio chiuso con l'altare delle reliquie ed il battistero. Con l'espulsione dei frati recolletti nel 1821 il complesso religioso restò chiuso e disabitato per alcuni anni. L'anno seguente parte dell'orto dei monaci fu adibito a cimitero. Nel 1834 il convento fu trasformato in un ricovero per anziani e mendicanti.
Alla fine del XIX secolo furono effettuati alcuni controversi interventi che compromisero lo stile barocco originale della chiesa del Pilar. Nel 1932, grazie al restauro diretto dall'architetto Millé, il tempio tornò al suo antico aspetto coloniale.
Nel 1936 papa Pio XI elevò la chiesa al rango di basilica minore.

## Descrizione

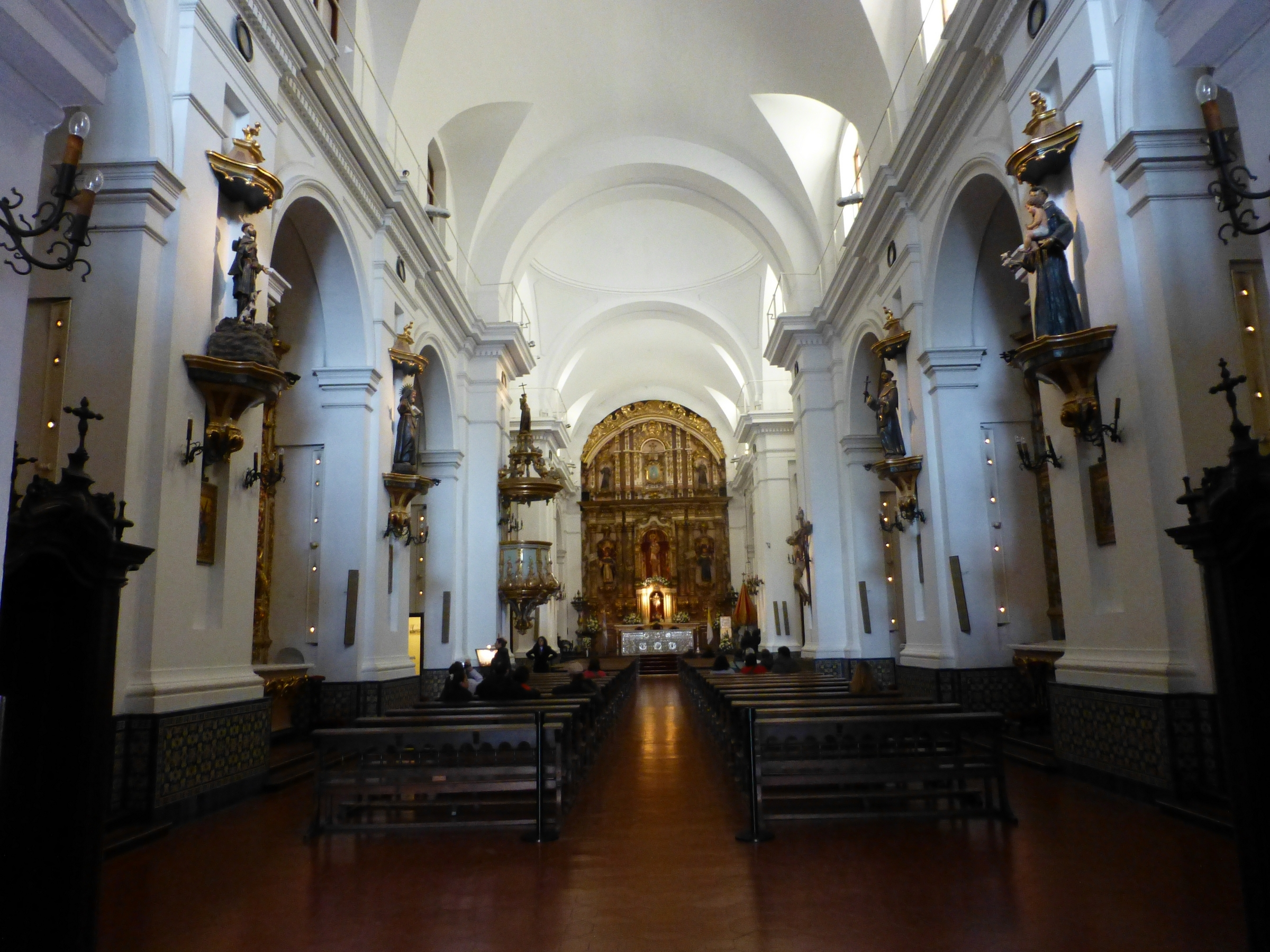
Interno

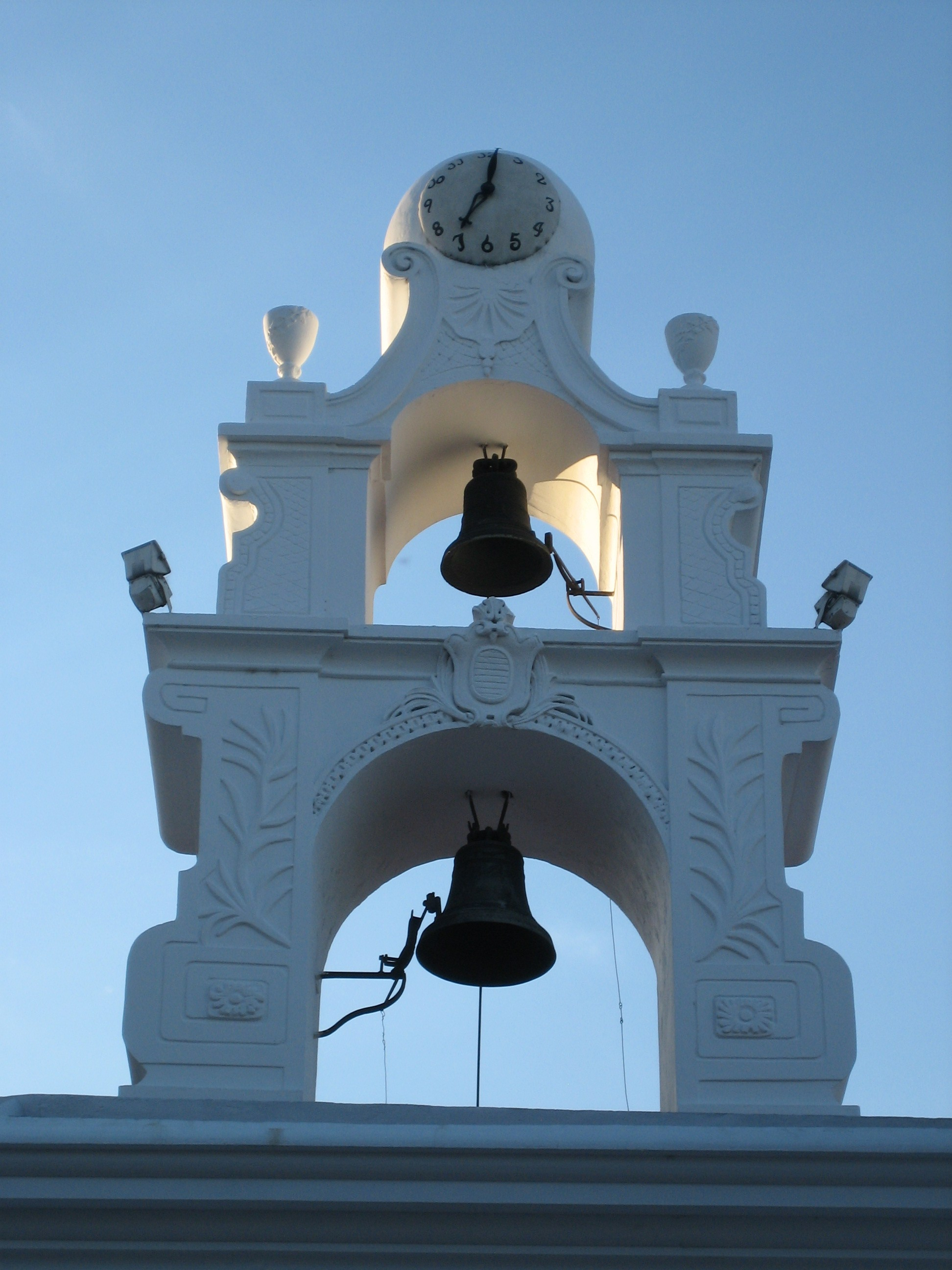
Campane

Il campanile, a sinistra della facciata, è sormontato da un cupolino a campana e fu parzialmente rivestito nel 1866 con azulejos provenienti dalla Francia. 
L'interno della chiesa, in stile barocco, è a navata unica con transetto e presbiterio rettangolare . L'altare barocco in legno con paliotto d'argento, è originario del Perù ed è finemente decorato con motivi inca. Al centro della pala d'altare si trova un'icona della patrona della basilica.
Gli altari nelle cappelle laterali sono anch'essi in stile barocco. In quella dedicata a San Pietro d'Alcántara si trova una statua lignea del patrono del XVIII secolo attribuita allo scultore spagnolo Alonso Cano. L'altare in legno delle Reliquie vuole la tradizione sia stato donato dal re Carlo III.